# Ibn Jubayr

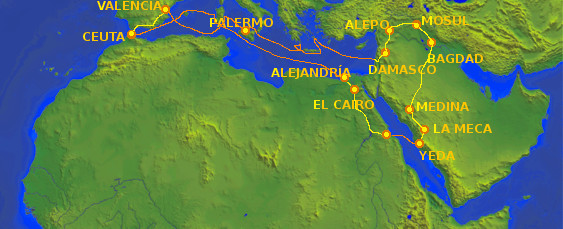
Kaart van de eerste reis van Ibn Jubayr

Ibn Jubayr (1145-1217) was een reiziger en schrijver uit Andalusië. Hij werd bekend met zijn reisverslag van zijn pelgrimage naar Mekka.
Jubayr werd geboren in Valencia en genoot een opleiding theologie en literatuur in Xàtiva. Zijn talenten bezorgden hem een baan in dienst van de gouverneur van Granada. Ondanks deze goede positie, beëindigde Jubayr zijn carrière nadat hij zich schuldig had gemaakt aan het drinken van wijn. Hij wilde zijn zonde goed maken met een pelgrimage naar Mekka. Het verslag van zijn reis maakte hem beroemd.
In 1183 vertrok Jubayr vanuit Granada, via Tarifa, naar Ceuta. Daar ging hij aan boord van een Genuees schip waarmee hij in ongeveer een maand tijd, via Sardinië, Sicilië en Kreta, richting Alexandrië voer. Vervolgens reisde Jubayr naar Mekka waar hij negen maanden verbleef. Daarna bezocht hij verschillende steden in het Midden-Oosten, waaronder Damascus en Bagdad. In 1185 keerde hij terug naar Granada.
Jubayrs levendige, poëtische reisverslag, ofwel Rihla, is van grote invloed geweest op reisverslagen van latere pelgrims.
Jubayr beschrijft zijn reis van dag tot dag en geeft veel informatie over de personen die hij ontmoet. Het reisverslag heeft bijgedragen aan de kennis van de kruistochten, de staat van de navigatie in de middeleeuwen en de politieke en sociale omstandigheden van de landen die Jubayr bezocht. Het is een van de belangrijkste bronnen uit zijn tijd.
De Rihla van Jubayr werd pas in het midden van de negentiende eeuw in Europa bekend. De gehele tekst is voor het eerst gepubliceerd in 1852 in Leiden, door W. Wright. In 1952 verscheen er een Engelse vertaling door R.J.C. Broadhurst, getiteld "The Travels of Ibn Jubayr".
- Bibsys: 98017742
- Biblioteca Nacional de España: XX1017043
- Bibliothèque nationale de France: cb121335308 (data)
- Catàleg d'autoritats de noms i títols de Catalunya: 981058614459306706
- CiNii: DA06403644
- Gemeinsame Normdatei: 119473070
- International Standard Name Identifier: 0000 0000 8110 9569
- Library of Congress Control Number: n88065600
- Bibliotheek van het Japanse parlement: 00468742
- Nationale bibliotheek van Australië: 49116890
- Nationale Bibliotheek van Israël: 987007277528105171
- Nederlandse Thesaurus van Auteursnamen: 071747052
- Réseau des bibliothèques de Suisse occidentale: 02-A000084595
- Istituto Centrale per il Catalogo Unico: PALV026426
- LIBRIS: 63136
- Système universitaire de documentation: 030643317
- TDVİA: ibn-cubeyr
- Trove: 1489498
- Virtual International Authority File: 32031185
- WorldCat: E39PBJpYqWm8RxCd8MjbQtfjG3